# Презичче
Презичче (итал. Presicce) — коммуна в Италии, располагается в регионе Апулия, в провинции Лечче.
Население составляет 5739 человек (2008 г.), плотность населения составляет 235 чел./км². Занимает площадь 24 км². Почтовый индекс — 73054. Телефонный код — 0833.
Покровителем коммуны почитается святой апостол Андрей, празднование 30 ноября.

## Демография
Динамика населения:

## Администрация коммуны
- https://www.comune.presicceacquarica.le.it/
- http://www.comune.presicce.le.it/ Архивная копия от 16 декабря 2009 на Wayback Machine